# إيفون بيكرينغ كارتر
إيفون بيكرينغ كارتر (بالإنجليزية: Yvonne Pickering Carter)‏ هي فنانة أداء ورسامة أمريكية، ولدت في 1939 في واشنطن العاصمة في الولايات المتحدة.